# ゼキ・ヴェリディ・トガン

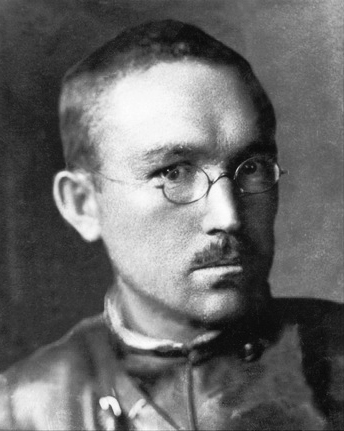
1920年撮影

ゼキ・ヴェリディ・トガン（バシキール語：Әхмәтзәки Вәлиди、：トルコ語：Zeki Velidi Togan、ロシア語：Ахмад-Заки Ахметшахович Валидов、1890年12月10日 - 1970年7月28日）は、現在のバシコルトスタン出身の歴史家、トルコ学者、政治家、赤軍と白軍の軍人。
ロシアでは、アフメト＝ザキ・ヴァリディ（Ахмет-Заки́ Валиди́）、またはヴァリドフ(Вали́дов)として知られる。

## 経歴

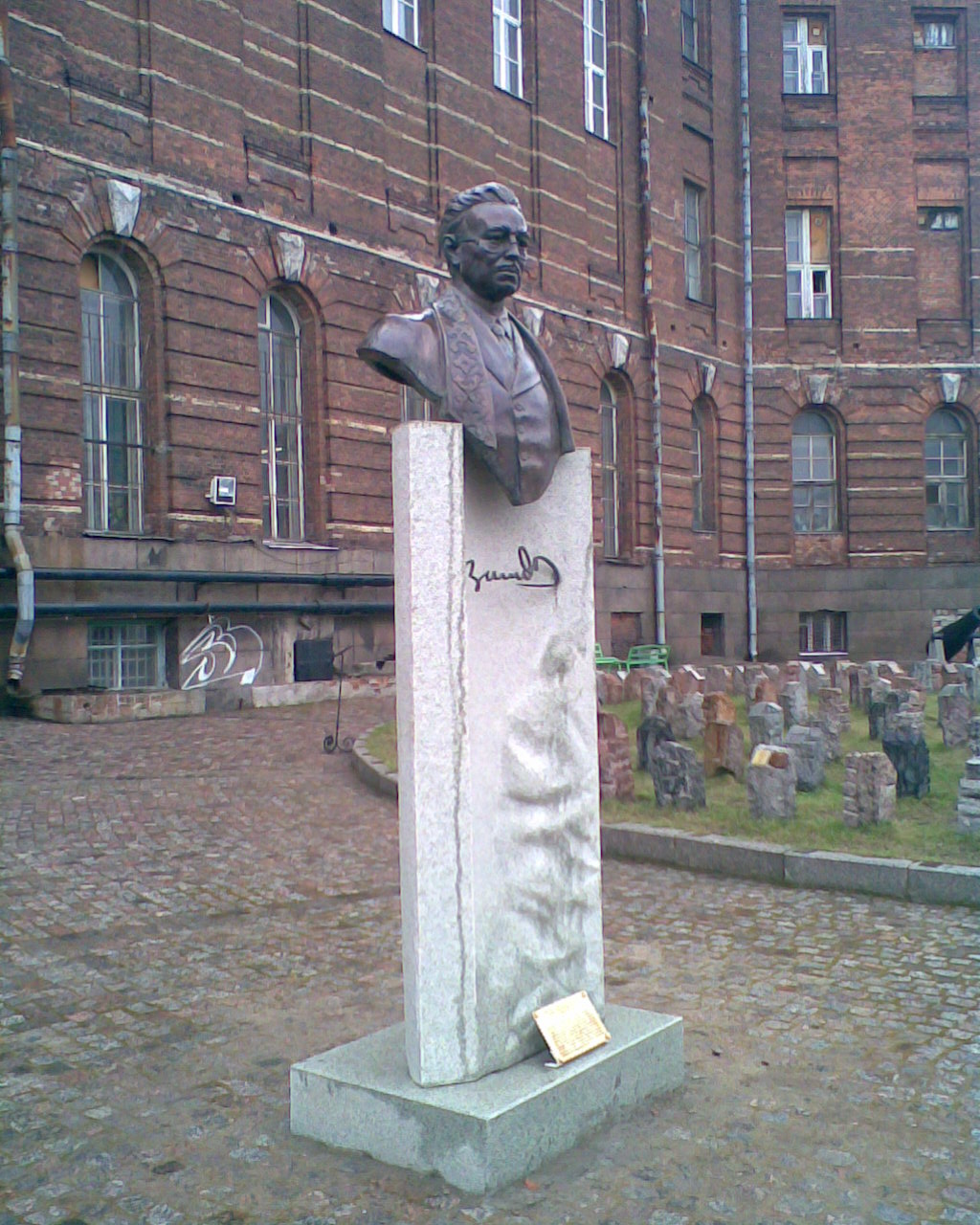
サンクトペテルブルク大学の記念碑

ウファ県（現在のバシコルトスタン）のステルリタマク郡にて、地方のムッラーの家に生まれる。
1912年から1915年の間、カザンのカーシミーイェ・メドレセにてアラビア語、ペルシア語、チャガタイ語の諸学を修め、1912年には最初の著作『テュルクとタタールの歴史』を出版した。
ロシア科学アカデミーの依頼により、1913年にフェルガナ、1914年にブハラにて現地調査を行い、ブハラにて、テュルク語に翻訳された10世紀のコーランの写本を発見する成果を挙げた。このようにヴェリディは早くから東洋学者としての将来を嘱望されており、師であるバルトリドは第一次世界大戦中、ヴェリディが戦地に送られないように嘆願書を皇后アレクサンドラに送っている。
1915年から国会のムスリム代議員の支援業務に携わり、1917年には、ウファ県の代表として制憲議会の代議員に選出される。さらに、バシキール人の代表組織ミッレト・メジュリスの議員に選出され、バシキール人評議会（シューラー）を組織した。
ヴェリディらは、1918年にオレンブルクにて、バシコルトスタンの独立を宣言した。ヴェリディの率いるバシキール軍は白軍のアレクサンドル・ドゥトフの下で戦い、後にアレクサンドル・コルチャークの傘下でボリシェヴィキと戦った。
ソビエト政権が、バシキールの自治を認めると、ヴェリディは赤軍側に寝返り、1919年から、バシキール革命委員会（Башревком）の議長としてソビエト政権と共闘する。しかし、1920年にはヴェリディは、ソビエト政権側の対応に失望し、再度反ボリシェヴィキ陣営に付く。バシコルトスタンを離れたヴェリディは、中央アジアの反ソ運動「バスマチ運動」に参加し、1923年まで「トルキスタン民族同盟」の議長を務めた。
バスマチ運動の失敗により、ヴェリディは中央アジアを離れ、1923年には、亡命先のイランのマシュハドでイブン・ファドラーンの手稿を発見した。1925年にトルコ国籍を取得し、イスタンブール大学の教授として招聘される。1935年にはウィーン大学に博士論文『イブン・ファドラーンの北ブルガール、テュルク、ハザールへの旅行記』を提出し学位を取得した。その後ボン大学（1935年-1937年）やゲッティンゲン大学（1938年-1939年）に招かれ教鞭を取った。1938年に、トルコ共和国の創姓法により『トガン』の姓が与えられる。1939年にイスタンブール大学の歴史学部に戻り、1953年には同大学のイスラーム世界研究所の責任者となった。1967年にはマンチェスター大学から名誉博士号を授与された。トルコ民族史に関する著作は、11の言語で書かれた400を数える。
1970年、トガンはイスタンブールで生涯を終えた。
ジョチ・ウルスの歴史書『チンギズ・ナーマ』の写本（リザエッディン写本）を入手し、高く評価して『ドスト・スルターン史』の名で呼んだものの、写本自体は終生弟子以外に見せなかった。同写本の翻訳が弟子により刊行されたのは、2009年の事である。